# Roy Pomeroy
Pour les articles homonymes, voir Pomeroy.
Roy Pomeroy (20 avril 1892  – 3 septembre 1947) est un technicien spécialiste des effets spéciaux et réalisateur de films américain. Il est l'un des trois techniciens qui ont fondé l'Academy of Motion Picture Arts and Sciences. Il a été récompensé par un Oscar des meilleurs effets d'ingénierie pour le film Les Ailes (Wings) lors de la première cérémonie des Oscars en 1929. 

## Biographie
Roy Pomeroy est né à Darjeeling en Inde. Il commence sa carrière pendant l'ère du cinéma muet, en travaillant pour Famous Players-Lasky et son successeur les studio Paramount Pictures. 
Il réalise des effets spéciaux pour le cinéma à partir des années 1920. Il a notamment conçu la scène de partage des eaux dans le film Les Dix Commandements en 1923. 
Il était directeur de la recherche pour les studios Paramount, et à ce titre a expérimenté sans succès différents dispositifs pour sonoriser les films grand format. Il a été envoyé chez RCA et Western Electric pour étudier la technologie Vitaphone, et à son retour a été considéré comme un expert. En 1928, Paramount a décidé de sortir un film entièrement parlant, et choisit Interférences, un film muet qui avait été réalisé par Lothar Mendes, et Pomeroy a été désigné pour le tourner à nouveau en version sonore, les deux versions étant sorties simultanément.
Il est l'un des trois techniciens qui ont fait partie des fondateurs de l'Academy of Motion Picture Arts and Sciences (Académie des Oscars).

## Filmographie
- 1923 : Les Dix Commandements de Cecil B. DeMille (effets spéciaux)
- 1924 : Peter Pan d'Herbert Brenon (effets spéciaux)
- 1927 : Les Ailes (Wings)  (effets spéciaux)
- 1928 : Interférences co-réalisateur
- 1930 : Inside the Lines (réalisateur)
- 1934 : Shock (en) (réalisateur)

## Distinctions
- 1re cérémonie des Oscars : Oscar des meilleurs effets d'ingénierie pour Les Ailes (Wings)[4]